# Cory Henry

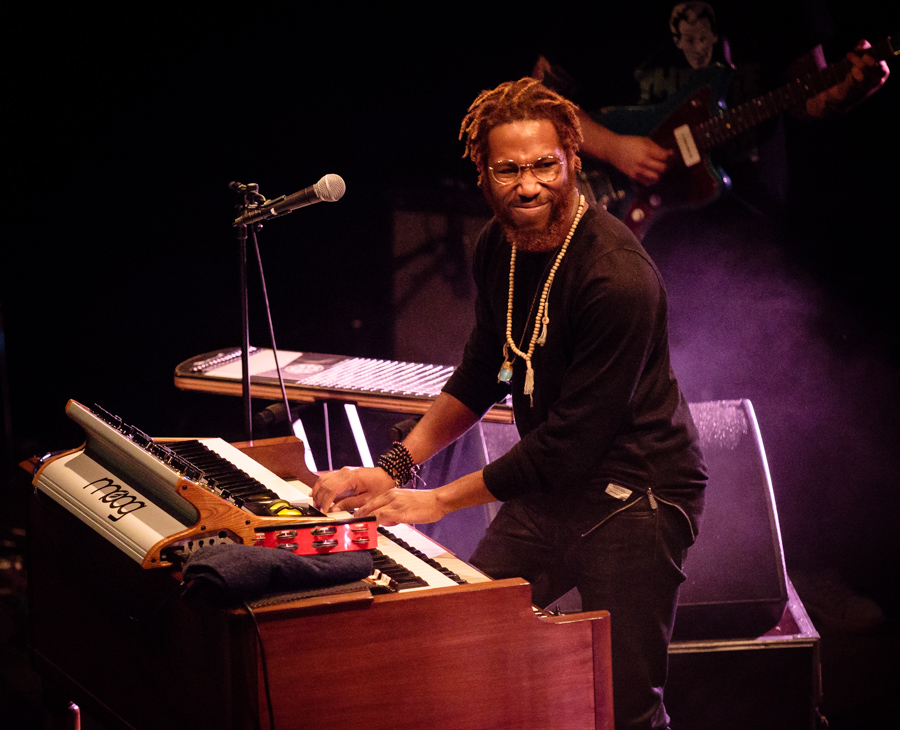
Cory Henry (2017)

Cory Alexander Henry (* 27. Februar 1987 in Brooklyn, New York) ist ein amerikanischer Jazz-Organist und -Pianist, Gospelmusiker und Musikproduzent.

## Leben und Wirken
Henry spielte als Wunderkind angeblich bereits mit zwei Jahren Klavier und Orgel; mit fünf Jahren nannten sie ihn in seiner Kirche Master Henry, weil er jeden Song auf der Hammond-Orgel begleiten konnte, egal in welcher Tonart. Mit sechs Jahren gab er sein Debüt am Apollo Theater. Er begann seine Musikkarriere 2006 mit einer Tour mit verschiedenen Mainstream- und Gospel-Künstlern, darunter Yolanda Adams, Stanley Brown, Israel Houghton, P. Diddy, Kirk Franklin. Kenny Garrett holte ihn in seine Band. Auch arbeitete er mit Donnie McClurkin, Boyz II Men, Michael McDonald, Bruce Springsteen, The Roots und vielen anderen.
Nach einem Weihnachtsalbum Christmas with You (2010) veröffentlichte er Leave You Alone (2011) und Gotcha Now Doc (2012). Von 2012 bis 2018 gehörte Henry zum Jazz- und Funkensemble Snarky Puppy, mit dem er den Grammy Award 2014 für die beste R&B-Performance und sowohl 2016 als auch 2017 den Grammy für das beste zeitgenössische Instrumentalalbum gewann.
Im Jahr 2016 veröffentlichte Henry unter eigenem Namen das mit Gospel angereicherte Livealbum The Revival. Beim Jazzfestival Frankfurt 2017 begegnete er der hr-Bigband. Henry verließ Snarky Puppy im Jahr 2018, um sich auf seine Solokarriere zu konzentrieren und veröffentlichte Art of Love mit seiner Band The Funk Apostles. Sein 2020 erschienenes Soloalbum Something to Say ist das erste Werk, das ausschließlich von Henry produziert wurde und zeigt seine Fähigkeiten als Multiinstrumentalist. 2021 folgte sein Album Best of Me. Er ist auch auf Alben von Jeremy Fisher, Nina Attal, Marcus Miller, David Crosby, Imagine Dragons, Maya Delilah oder Marc E. Bassy zu hören.
Henry wurde 2021 zweimal für einen Grammy nominiert. Sein Album Something to Say wurde in der Kategorie Bestes progressives R&B-Album vorgeschlagen. Ebenso zählt die Nominierung von Kanye Wests Donda, dessen Co-Produzent/Autor er ist, als „Album des Jahres“. Weiterhin ist er Co-Produzent/Autor von Eric Bellingers New Light (in der Grammy-Kategorie Bestes progressives R&B-Album nominiert). Sein Album Live at the Piano erhielt eine Nominierung für die Grammy Awards 2024 in der Kategorie Best Alternative Jazz Album.